# Ginetta (entreprise)
Pour les articles homonymes, voir Ginetta.
Ginetta est un constructeur automobile anglais fondé en 1958 dans la ville de Woodbridge (Suffolk). Les voitures sont aujourd'hui fabriquées dans une nouvelle usine lancée en 2007 et située près de Leeds.
En 2005, le rachat par LNT Automotive, propriété du pilote et homme d'affaires Lawrence Tomlinson, a permis de donner une nouvelle dimension à la marque. Celui-ci est aussi actionnaire de Zytek Engineering.

## Histoire
En 1958, les quatre frères Walklett, Bob, Douglas, Ivor, et Trevers lancent une petite société de production de voitures de sport. Leur premier produit, la Fairlight, était une carrosserie en coque de fibre de verre, vendue 49 £ et destinée aux châssis Ford 8 ou 10 cv. La première voiture, non destinée à la production, et qui fut appelée plus tard la Ginetta G1, était basée sur une Wolseley Hornet Six d'avant-guerre. La G4, présentée en 1960, remporte un large succès et les répercussions sur la marque sont plus que positives. Ginetta annonce même le lancement d'un projet de Formule 1 en 1968, mais le projet ne sera jamais concrétisé.
Par la suite, Ginetta développe de nombreux modèles, mais, dans les années 1990, après le départ des frères Walklett pour créer Dare, ces derniers se recentrent sur la production des G4 et G12.
La voiture la mieux connue de Ginetta est le modèle Ginetta G4 de 1964. Elle peut être équipée avec n'importe quel moteur quatre cylindres Ford. La carrosserie, comme toutes celles des Ginetta, est en résine et fibre de verre.
Le 16 novembre 2009, John Surtees est devenu le premier conducteur à traverser le Tunnel sous la Manche en conduisant une voiture de sport dans le cadre d'une opération caritative. Il a traversé le tunnel, en empruntant le tunnel de service exceptionnellement ouvert pour marquer les 15 ans de l'ouvrage, au volant d'une Ginetta G50 EV.
En mars 2010, à la suite du rachat de Farbio, Ginetta lance la Ginetta F400 qui est une Farbio GTS rebadgée.
En janvier 2019, la marque annonce qu'elle travaille sur une nouvelle supercar. Celle-ci est dévoilée au Salon international de l'automobile de Genève 2019 et se nomme Akula.

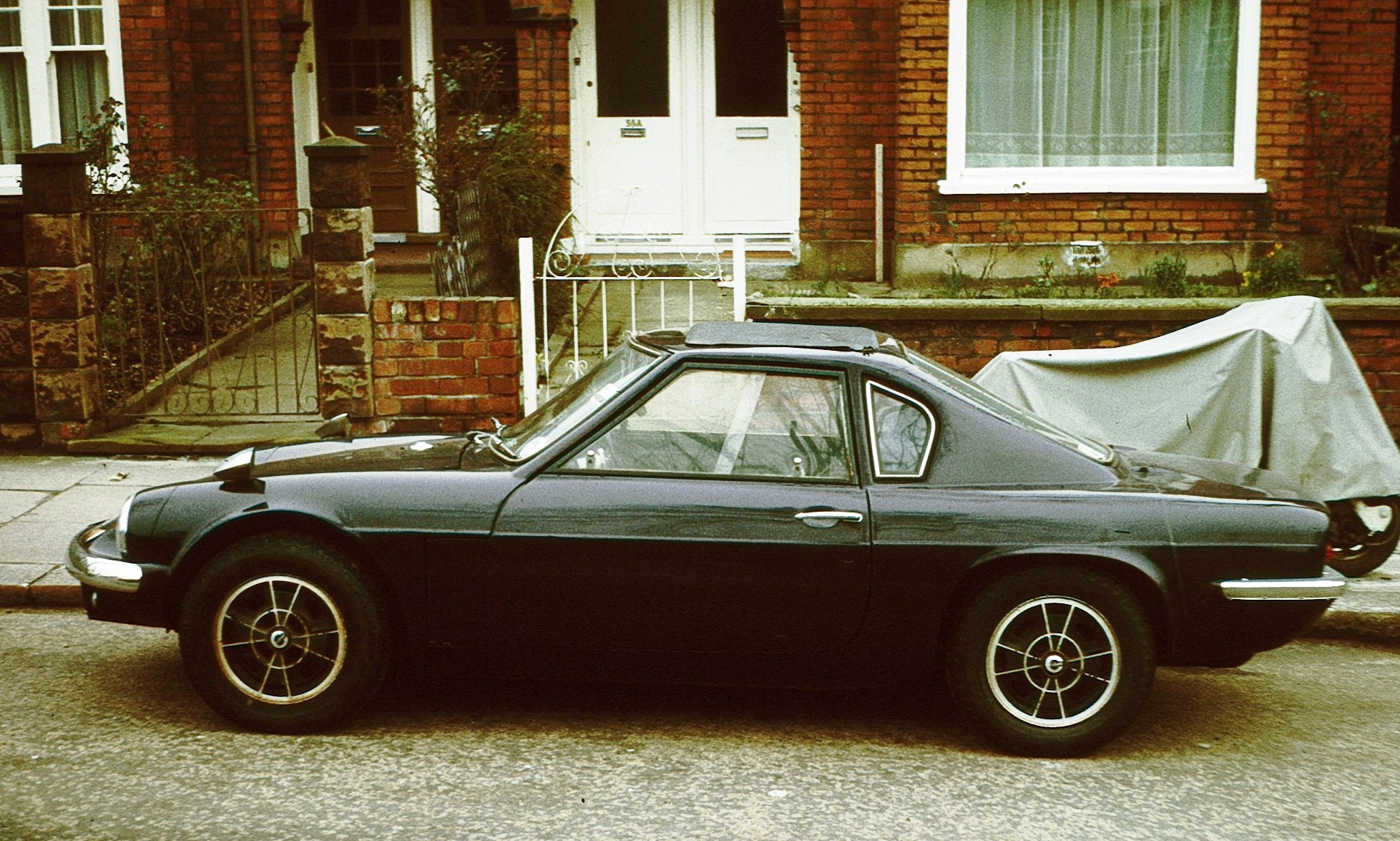
1969 Ginetta G15
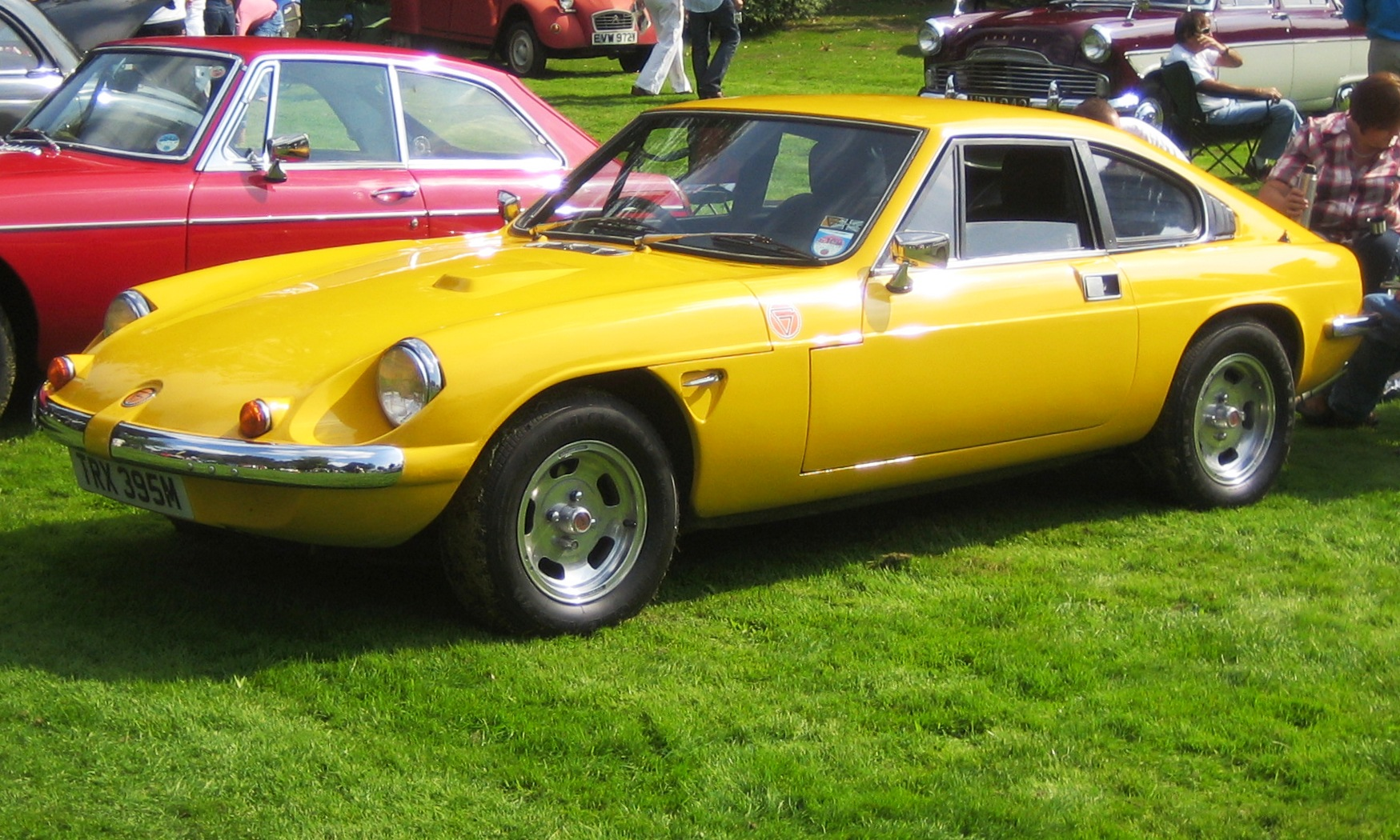
1974 Ginetta G21
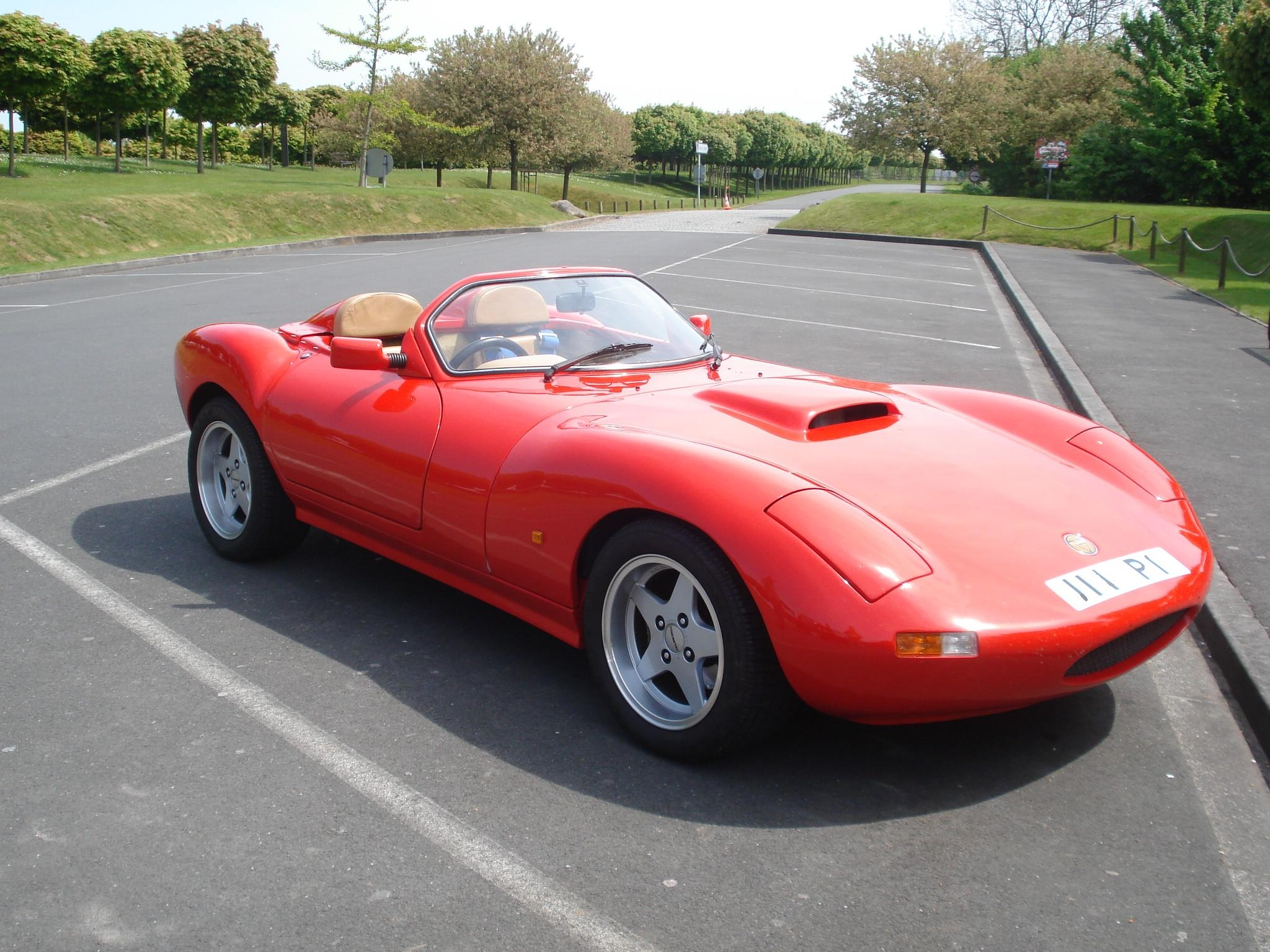
1992 Ginetta G33
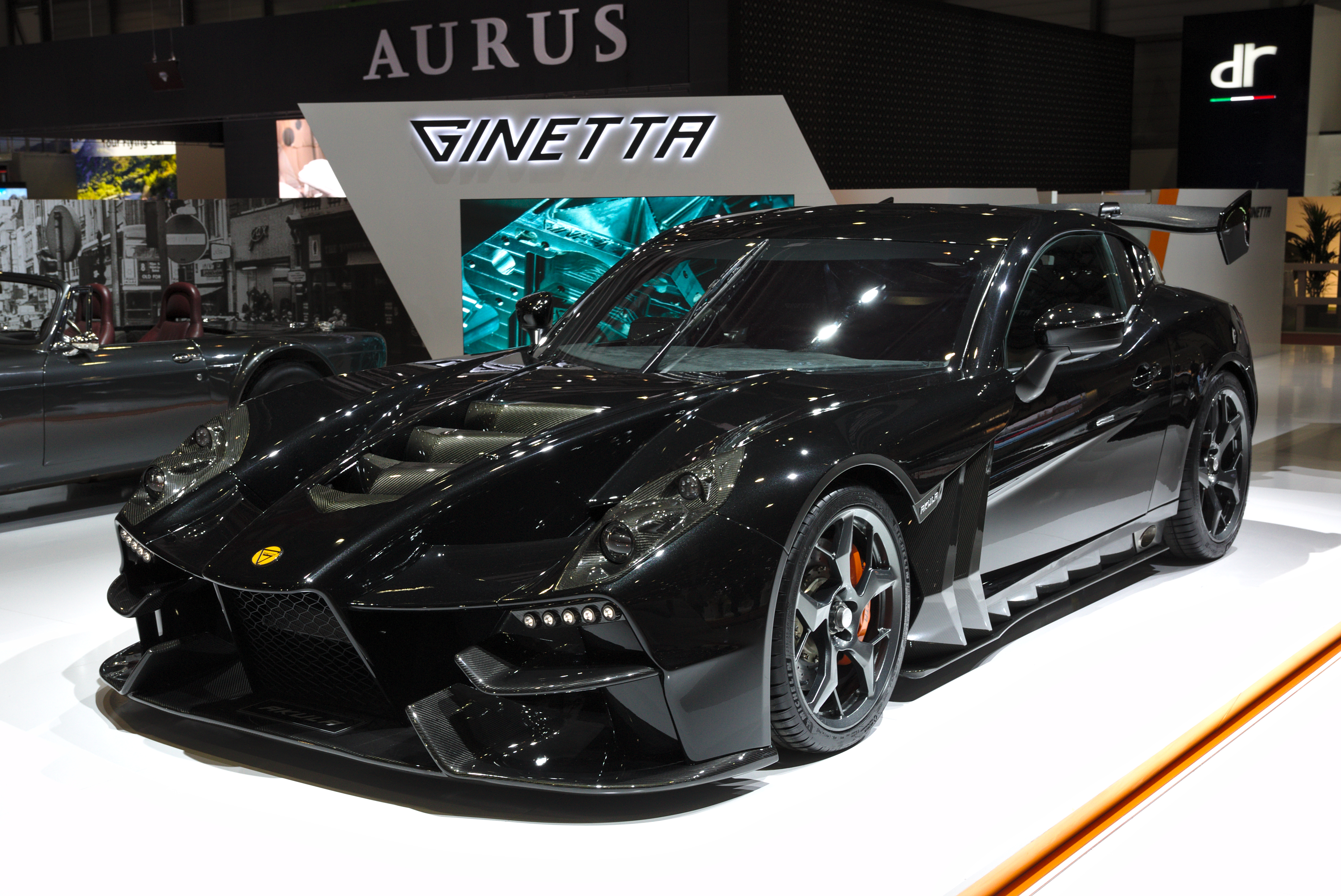
2019 Ginetta Akula

## Sport
Ginetta est impliqué dans le sport automobile depuis plusieurs années avec le Ginetta Junior Championship, la Ginetta Cup, Ginetta Heritage...
Le Team LNT a engagé pour la première fois en American Le Mans Series 2008 un prototype LMP1 Ginetta-Zytek  07S. En 2009, Ginetta a remporté le championnat LMP2 Le Mans Series avec l'écurie Quifel ASM Team sur un châssis GZ09S.
Les 24 Heures du Mans 2010 voient l'engagement d'un prototype LMP1 Ginetta-Zytek piloté par Nigel Mansell et ses fils Greg Mansell et Leo Mansell. Ainsi que deux prototypes LMP2 Ginetta-Zytek 09S, aux mains des écuries Quifel ASM Team et Team Bruichladdich. Ces deux dernières sont toujours présentes en 2011 avec pour la première un Ginetta-Zytek 09SC et pour la seconde un châssis GZ09S adapté aux nouvelles réglementations LMP2 (cette écurie a aussi changé de nom pour Greaves Motorsport).
En janvier 2017, Ginetta annonce son arrivée en LMP1 à partir de la saison 2018, il est précisé que le prototype sera confié à des écuries privées avec le soutien du constructeur. La Ginetta G60-LT-P1 a été présentée le 11 janvier 2018 à Birmingham. CEFC TRSM Racing a été la première écurie à annoncer son engagement pour la saison 2018-2019.

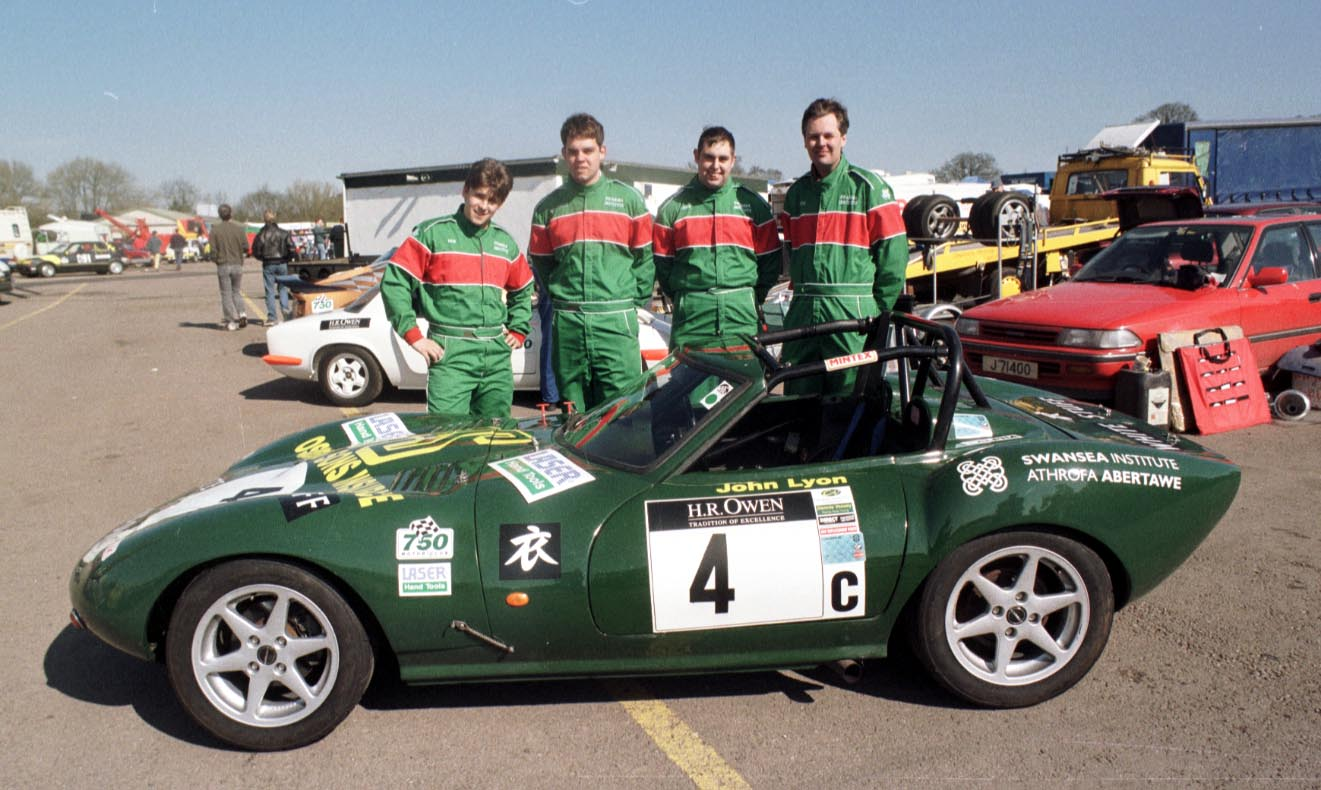
1996 Ginetta G27 series 3
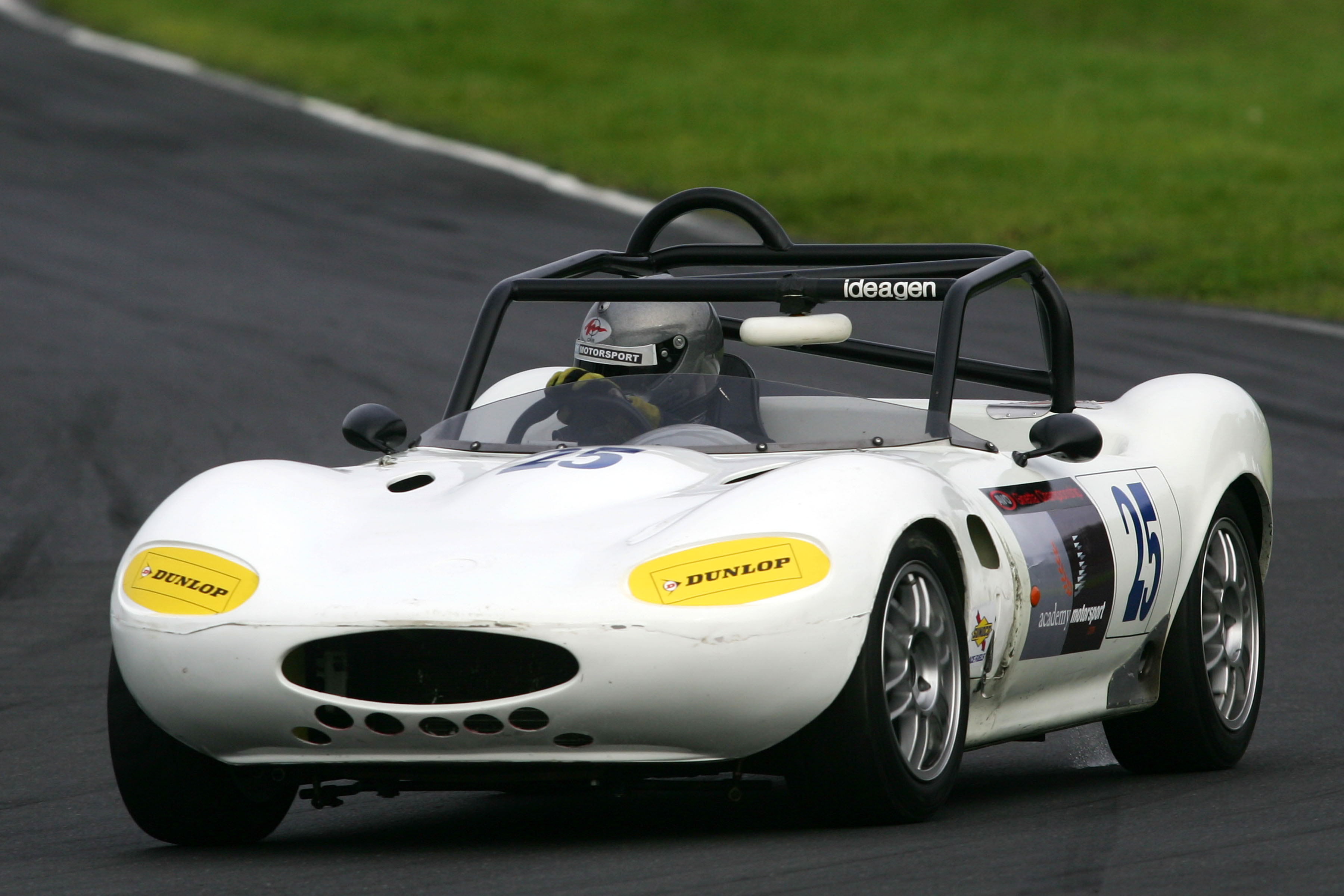
2005 Ginetta G20
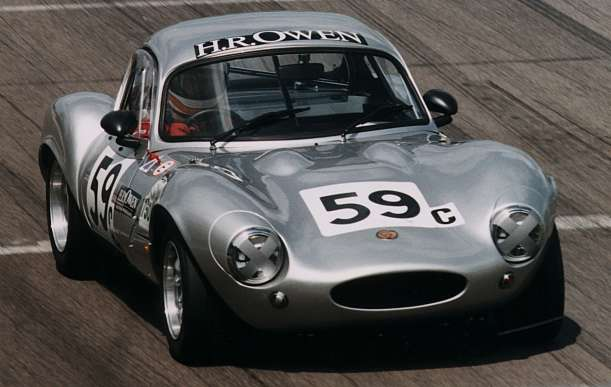
1997 Ginetta G4R
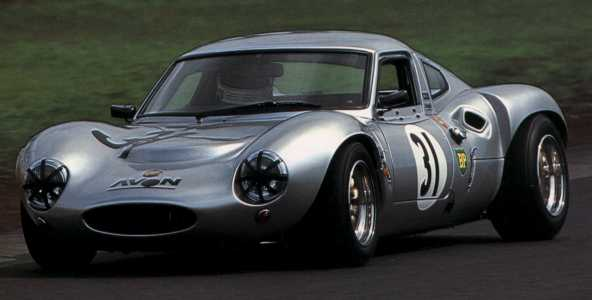
2006 Ginetta G12 by DAR